# Charles Robinson (Illustrator)
Charles Robinson (* 22. Oktober 1870 in Islington, London; † 1937) war ein britischer Buchillustrator, der mit verschiedenen Illustrationstechniken wie Stahlstich, Farblithografie und auch Aquarell arbeitete.

## Herkunft und Familie

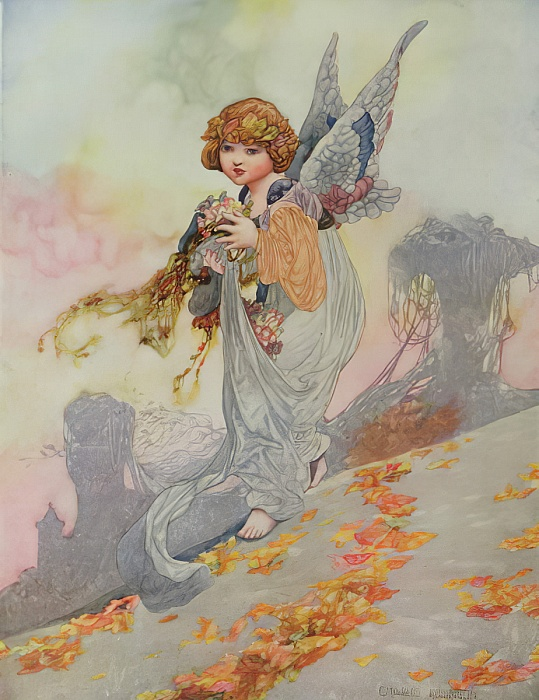
Herbst aus den Jahreszeiten von Charles Robinson

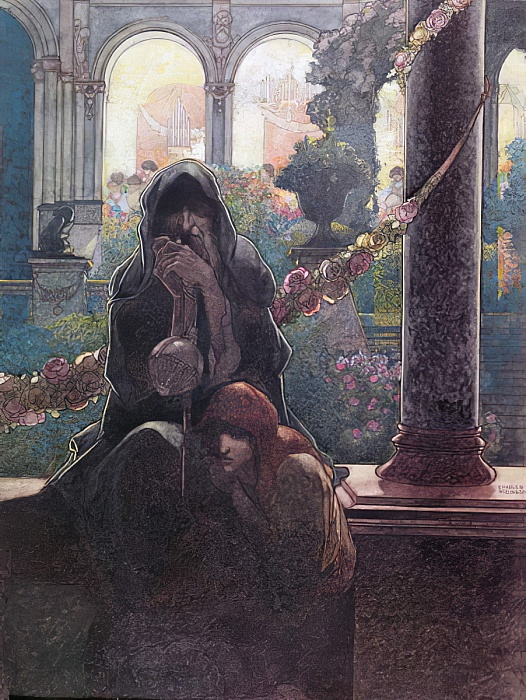
The rich making merry in their beautiful houses while the beggars were sitting at the gates von Charles Robinson

Charles Robinson war der Sohn des Illustrators Thomas Robinson, seine Brüder Thomas Heath Robinson und William Heath Robinson waren ebenfalls Illustratoren. 1897 heiratete Robinson in Middlesex Edith Mary Favatt. Aus der Ehe stammten vier Töchter und zwei Söhne.

## Leben und Wirken
Robinson begann seine Ausbildung zum Illustrator an der Highbury School of Art und absolvierte anschließend eine siebenjährige Lehre bei der Lithografiedruckerei Waterlow and Sons in Finsbury. In dieser Zeit besuchte er parallel Abendkurse für bildende Künste. Nachdem er 1892 einen Studienplatz an der Royal Academy of Arts erhalten hatte, konnte er dieses Studium aus finanziellen Gründen nicht wahrnehmen. 
Im Alter von 25 Jahren konnte er seine ersten Werke verkaufen. Er entwickelte seinen eigenen Kunststil, der von den Kunstströmungen des Präraffaelismus und des Jugendstils beeinflusst wurde. Besonders prägend waren die Wasserfarbenmalereien von Aubrey Beardsley sowie Werke der  japanischen Kunst und Holzschnitte Albrecht Dürers.
Seine erste Buchillustration war eine Neuauflage von Robert Louis Stevensons A Child’s Garden of Verses im Jahr 1895. Diese Gedichtsammlung war bereits 1885 unter dem Titel Penny Whistles veröffentlicht worden, wurde aber erst in der Neuauflage mit Robinsons Illustrationen erfolgreich. Er illustrierte außerdem Neuauflagen u. a. von Alice im Wunderland von Lewis Carroll und den Märchen der Brüder Grimm. 
Im Ersten Weltkrieg fand er aus Altersgründen (er war bereits 44 Jahre alt) keine Verwendung für den Militärdienst in den regulären Truppen und schloss sich daher einer freiwilligen Innenverteidigungsmiliz, dem Volunteer Training Corps an, wo er zuletzt den Rang eines Second Lieutenants bekleidete. 
Nach Kriegsende nahm er seine Tätigkeit als Illustrator wieder auf. Aufgrund der finanziellen Situation in der Zeit der Weltwirtschaftskrise gab es keinen Markt für kostenintensive illustrierte Schmuckausgaben von Büchern, weshalb er mehr für Zeitschriften arbeitete. In seinen letzten Lebensjahren war Robinson vermehrt als Maler aktiv. 
Robinson wurde 1932  Mitglied des Royal Institute of Painters in Water Colours. Er war ebenso Mitglied im London Sketch Club, als dessen Präsident er von 1926 bis 1927 fungierte.

## Werk
Charles Robinsons Werk wurde von zeitgenössischen Kunstströmungen wie dem Präraffaelismus und dem Jugendstil geprägt. Es besteht aus über 700 Bildern und ist durch die Vereinigung verschiedener Stilrichtungen sehr vielschichtig. Während seine Gravuren an Holzschnitte alter Meister wie Albrecht Dürer erinnern, wurden seine Farblithografien von japanischer Kunst beeinflusst. Hinzu kommen einige Gemälde mit Wasserfarben im Stile Aubrey Beardsleys. Gerade Robinsons Farblithografien sind von einem ganz unverkennbaren Stil geprägt. Trotz scharfer Konturen ist die Farbgebung hier nicht flächig, sondern variiert innerhalb der von den Konturen abgesteckten Flächen, was eben eher typisch für japanische Malerei ist.
Von Robinson illustrierte Werke (Auswahl):
- Robert Louis Stevenson: A Child’s Garden of Verses
- Eugene Field: Lullaby Land
- William Edward Cule: Child Voices
- Lewis Carroll: Alice im Wunderland
- Brüder Grimm: Kinder- und Hausmärchen
- Frances Hodgson Burnett: Der geheime Garten